# Kabinett Rutte III
Das Kabinett Rutte III war vom 26. Oktober 2017 bis zum 10. Januar 2022 das 29. Kabinett der Niederlande seit 1945. Die Minister des Kabinetts bildeten zusammen mit dem König die Regierung der Niederlande.
Die Koalition bestand aus der liberal-konservativen VVD (Volkspartij voor Vrijheid en Democratie), dem christdemokratischen CDA (Christen-Democratisch Appèl), der linksliberalen D66 (Democraten 66) und der calvinistischen ChristenUnie.
Am 10. Oktober legten die Parteiführer der jeweiligen Parteien, Mark Rutte, Sybrand van Haersma Buma, Alexander Pechtold und Gert-Jan Segers, die Koalitionsvereinbarung vor. Der Titel des Koalitionsvertrags lautet „Vertrauen in die Zukunft“ (Vertrouwen in de toekomst). Am 26. Oktober 2017 legten die neuen Minister und Staatssekretäre des Kabinetts vor König Willem-Alexander den Amtseid auf die niederländische Verfassung ab.
Das Kabinett verfügte über eine minimale Mehrheit in der Zweiten Kammer. Im September 2019 verließ ein Abgeordneter die VVD und gründete eine Einmannsfraktion (Wybren van Haga). Seitdem steht hinter dem Kabinett die Hälfte der 150 Abgeordneten.
Am 15. Januar 2021 hat das Kabinett Rutte III wegen eines Finanzskandals um Kinderbeihilfen (Toeslagenaffaire) ein Rücktrittsgesuch eingereicht. Es war noch bis zum 10. Januar 2022 geschäftsführend tätig.

## Zusammensetzung
Beim Antritt bestand das Kabinett aus 16 Ministern und 8 Staatssekretären. Die VVD stellte 6 Minister und 3 Staatssekretäre, der CDA und D66 jeweils 4 Minister und 2 Staatssekretäre, und die ChristenUnie 2 Minister und einen Staatssekretär.

### Minister
| Ressort                                                       | Bild | Minister                                                                        | Partei | Partei | Bemerkungen                          |
| ------------------------------------------------------------- | ---- | ------------------------------------------------------------------------------- | ------ | ------ | ------------------------------------ |
| Ministerpräsident, Minister für allgemeine Angelegenheiten    |      | Mark Rutte                                                                      |        | VVD    |                                      |
| Minister für Gesundheit, Gemeinwohl und Sport                 |      | Hugo de Jonge                                                                   |        | CDA    | Stellvertretender Ministerpräsident  |
| Minister/in für Inneres und Königreichsbeziehungen            |      | Kajsa Ollongren bis 1. November 2019                                            |        | D66    | Stellvertretende Ministerpräsidentin |
| Minister/in für Inneres und Königreichsbeziehungen            |      | Raymond Knops 1. November 2019 bis 14. April 2020                               |        | CDA    |                                      |
| Minister/in für Inneres und Königreichsbeziehungen            |      | Kajsa Ollongren seit 14. April 2020                                             |        | D66    | Stellvertretende Ministerpräsidentin |
| Ministerin für Landwirtschaft, Natur und Lebensmittelqualität |      | Carola Schouten                                                                 |        | CU     | Stellvertretende Ministerpräsidentin |
| Minister/in für auswärtige Angelegenheiten                    |      | Halbe Zijlstra bis 13. Februar 2018                                             |        | VVD    |                                      |
| Minister/in für auswärtige Angelegenheiten                    |      | Sigrid Kaag 13. Februar 2018 bis 7. März 2018 (kommissarisch)                   |        | D66    |                                      |
| Minister/in für auswärtige Angelegenheiten                    |      | Stef Blok 7. März 2018 bis 25. Mai 2021                                         |        | VVD    |                                      |
| Minister/in für auswärtige Angelegenheiten                    |      | Sigrid Kaag 25. Mai 2021 bis 17. September 2021                                 |        | D66    |                                      |
| Minister/in für auswärtige Angelegenheiten                    |      | Tom de Bruijn 17. September 2021 bis 24. September 2021 (kommissarisch)         |        | D66    |                                      |
| Minister/in für auswärtige Angelegenheiten                    |      | Ben Knapen seit 24. September 2021                                              |        | CDA    |                                      |
| Minister/in der Verteidigung                                  |      | Ank Bijleveld bis 17. September 2021                                            |        | CDA    |                                      |
| Minister/in der Verteidigung                                  |      | Ferdinand Grapperhaus 17. September 2021 bis 24. September 2021 (kommissarisch) |        | CDA    |                                      |
| Minister/in der Verteidigung                                  |      | Henk Kamp seit 24. September 2021                                               |        | VVD    |                                      |
| Minister/in für Wirtschaft und Klima                          |      | Eric Wiebes bis 15. Januar 2021                                                 |        | VVD    |                                      |
| Minister/in für Wirtschaft und Klima                          |      | Cora van Nieuwenhuizen 15. Januar 2021 bis 20. Januar 2021 (kommissarisch)      |        | VVD    |                                      |
| Minister/in für Wirtschaft und Klima                          |      | Bas van ’t Wout 20. Januar 2021 bis 25. Mai 2021                                |        | VVD    |                                      |
| Minister/in für Wirtschaft und Klima                          |      | Stef Blok seit 25. Mai 2021                                                     |        | VVD    |                                      |
| Minister der Finanzen                                         |      | Wopke Hoekstra                                                                  |        | CDA    |                                      |
| Ministerin für Infrastruktur und Wasserwirtschaft             |      | Cora van Nieuwenhuizen bis 31. August 2021                                      |        | VVD    |                                      |
| Ministerin für Infrastruktur und Wasserwirtschaft             |      | Barbara Visser seit 31. August 2021                                             |        | VVD    |                                      |
| Minister für Justiz und Sicherheit                            |      | Ferdinand Grapperhaus                                                           |        | CDA    |                                      |
| Ministerin für Bildung, Kultur und Wissenschaft               |      | Ingrid van Engelshoven                                                          |        | D66    |                                      |
| Minister für Soziales und Arbeit                              |      | Wouter Koolmees                                                                 |        | D66    |                                      |

### Minister ohne Geschäftsbereich
| Ressort                                                    | Bild | Minister                                                   | Partei | Partei | Bemerkungen                                                   |
| ---------------------------------------------------------- | ---- | ---------------------------------------------------------- | ------ | ------ | ------------------------------------------------------------- |
| Minister für Schule und Medien                             |      | Arie Slob                                                  |        | CU     | Gehört zum Ministerium für Bildung, Kultur und Wissenschaft   |
| Minister/in für Außenhandel und Entwicklungszusammenarbeit |      | Sigrid Kaag bis 10. August 2021                            |        | D66    | Gehört zum Ministerium für auswärtige Angelegenheiten         |
| Minister/in für Außenhandel und Entwicklungszusammenarbeit |      | Tom de Bruijn 10. August 2021 bis 24. September 2021       |        | D66    | Gehört zum Ministerium für auswärtige Angelegenheiten         |
| Minister/in für Gesundheitsversorgung                      |      | Bruno Bruins bis 19. März 2020                             |        | VVD    | Gehört zum Ministerium für Gesundheit, Gemeinwohl und Sport   |
| Minister/in für Gesundheitsversorgung                      |      | Martin van Rijn 23. März 2020 bis 9. Juli 2020             |        | PvdA   | Gehört zum Ministerium für Gesundheit, Gemeinwohl und Sport   |
| Minister/in für Gesundheitsversorgung                      |      | Tamara van Ark 9. Juli 2020 bis 3. September 2021          |        | VVD    | Gehört zum Ministerium für Gesundheit, Gemeinwohl und Sport   |
| Minister für Rechtsschutz                                  |      | Sander Dekker                                              |        | VVD    | Gehört zum Ministerium für Justiz und Sicherheit              |
| Ministerin für Umwelt und Wohnen                           |      | Stientje van Veldhoven 1. November 2019 bis 14. April 2020 |        | D66    | Gehört zum Ministerium für Infrastruktur und Wasserwirtschaft |

### Staatssekretäre
| Ressort                                                  | Bild | Staatssekretär                                                                       | Partei | Partei | Bemerkungen                                          |
| -------------------------------------------------------- | ---- | ------------------------------------------------------------------------------------ | ------ | ------ | ---------------------------------------------------- |
| Staatssekretär für Inneres und Königreichsbeziehungen    |      | Raymond Knops bis 1. November 2019 und seit 14. April 2020                           |        | CDA    |                                                      |
| Staatssekretärin der Verteidigung                        |      | Barbara Visser bis 31. August 2021                                                   |        | VVD    |                                                      |
| Staatssekretärin für Wirtschaft und Klima                |      | Mona Keijzer bis 25. September 2021                                                  |        | CDA    |                                                      |
| Staatssekretärin für Wirtschaft und Klima                |      | Dilan Yeşilgöz-Zegerius seit 25. Mai 2021                                            |        | VVD    |                                                      |
| Staatssekretär/in der Finanzen                           |      | Menno Snel bis 18. Dezember 2019                                                     |        | D66    |                                                      |
| Staatssekretär/in der Finanzen                           |      | Alexandra van Huffelen seit 29. Januar 2020                                          |        | D66    |                                                      |
| Staatssekretär/in der Finanzen                           |      | Hans Vijlbrief seit 29. Januar 2020                                                  |        | D66    |                                                      |
| Staatssekretär/in für Infrastruktur und Wasserwirtschaft |      | Stientje van Veldhoven bis 1. November 2019 und von 14. April 2020 bis 19. Juli 2021 |        | D66    |                                                      |
| Staatssekretär/in für Infrastruktur und Wasserwirtschaft |      | Steven van Weyenberg seit 10. August 2021                                            |        | D66    |                                                      |
| Staatssekretär/in für Justiz und Sicherheit              |      | Mark Harbers bis 21. Mai 2019                                                        |        | VVD    | In Kontakten mit dem Ausland: Minister für Migration |
| Staatssekretär/in für Justiz und Sicherheit              |      | Ankie Broekers-Knol seit 11. Juni 2019                                               |        | VVD    | In Kontakten mit dem Ausland: Minister für Migration |
| Staatssekretär/in für Soziales und Arbeit                |      | Tamara van Ark bis 9. Juli 2020                                                      |        | VVD    |                                                      |
| Staatssekretär/in für Soziales und Arbeit                |      | Bas van ’t Wout 9. Juli 2020 bis 20. Januar 2021                                     |        | VVD    |                                                      |
| Staatssekretär/in für Soziales und Arbeit                |      | Dennis Wiersma seit 10. August 2021                                                  |        | VVD    |                                                      |
| Staatssekretär für Gesundheit, Gemeinwohl und Sport      |      | Paul Blokhuis                                                                        |        | CU     |                                                      |